# 心如鹿撞 Baby / 黃昏交差點
「心如鹿撞 Baby / 黃昏交差點」（ドキドキベイビー / 黄昏交差点）是日本的女子偶像歌手真野惠里菜的第11张单曲。2012年2月22日由hachama发售。

## 概要
- 「心如鹿撞 Baby」是舞台劇的主題歌。
- 此單曲有4個版本，分別有「初回生產限定盤A」、「初回生產限定盤B」、「初回生產限定盤C」和「CD ONLY」。「初回生產限定盤A」收錄了「心如鹿撞 Baby」的PV。「初回生產限定盤B」收錄了「黃昏交差點」的PV。
- 在3月5日於公信榜單曲週排行榜取得第9位。

## 收錄内容

### CD（初回生產限定盤A - C、CD ONLY）
1. 心如鹿撞 Baby
作詞・作曲：本上遼 編曲：原田勝通
2. 黃昏交差點
作詞・作曲：本上遼 編曲：原田勝通
3. 心如鹿撞 Baby(Instrumental)
4. 黃昏交差點(Instrumental)

### DVD（初回生產限定盤A）
1. 心如鹿撞 Baby（Dance Shot Ver.）

### DVD（初回生產限定盤B）
1. 黃昏交差點（PV）